# Sông Hueang
Sông Hueang (tiếng Thái: ลำน้ำเหือง) là một sông dài 110 km, trong đó 90 km sông là biên giới giữa Thái Lan và Lào. Sông bắt nguồn từ các đồi của huyện Na Haeo, tỉnh Loei. Sau đó sông chảy qua các huyện Dan Sai, Phu Ruea, Tha Li và đổ vào sông Mekong ở huyện Chiang Khan, tỉnh Loei.